# Quidditch
Quidditch är ett fiktivt lagbollspel i J.K. Rowlings böcker om Harry Potter.

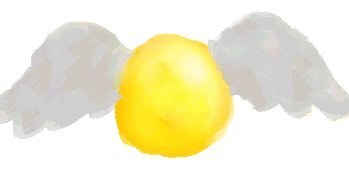
Den gyllene kvicken

Varje lag består av sju spelare som flyger på kvastar. Det är tre jagare vars uppgift är att få klonken genom motståndarlagets tre målringar högt upp i luften. Klonken är en basketbollstor röd boll och den ger 10 poäng när den går genom en av målringarna. De två slagmännens uppgift är att skydda det egna lagets spelare från att träffas av dunkare. Dunkarna är två svarta bollar som har en "egen vilja" och flyger omkring och försöker slå ned spelarna från sina kvastar. Slagmännen har slagträn som de använder för att rikta dunkarna mot motståndarlagets spelare. Vaktaren ska vakta målringarna; Om en jagare kastar klonken mot målringarna ska vaktaren vara där och fånga den. Och sist, men inte minst, sökaren, vars uppgift är att fånga den gyllene kvicken. Kvicken är en liten, gyllene boll med vingar, snabb som vinden. Den är mycket svår att se på långt håll, och susar runt i luften kring planen. När sökaren, oavsett hur lång tid matchen varit igång, lyckats fånga kvicken, räknas matchen som avslutad och sökarens lag får 150 poäng. Beroende på hur det står i matchen kan det vara fördelaktigt för sökaren att avstå från ett tillfälle att fånga kvicken, nämligen om sökarens eget lag ligger under med mer än 150 poäng, totalpoäng eller matchpoäng.
Korta "pauser" kan göras i spelet, men spelet avslutas aldrig förrän den ena sökaren har fångat kvicken. Detta betyder att matcherna, i princip, kan pågå i evighet såvida en sökare inte fångar kvicken.
I de tidigaste versionerna av quidditch användes en fågel av arten kvickevick i stället för en gyllene kvick. Men när den arten fridlystes, skapades gyllene kvicken, som genom magi beter sig på ett sätt som liknar fågelns.